# La maschera e le tenebre
La maschera e le tenebre (Kushiel's Avatar ) è un romanzo fantasy scritto da Jacqueline Carey. È il seguito di Il dardo e la rosa e de La prescelta e l'erede; è il terzo volume della Trilogia di Kushiel, che ha come protagonista l'anguissette Phèdre nó Delaunay. Scritto nel 2003 e pubblicato in Italia solo nel 2009.
(Jacqueline Carey, Trilogia di Kushiel, 2003)
Il mondo in cui sono ambientate le vicende del romanzo è denominato Terre d'Ange (geograficamente simile alla Francia medievale): un regno fondato da angeli, di cui gli abitanti sono discendenti diretti, gli angeline, caratterizzati da una mirabile bellezza.

Gli angeline, seguono i precetti del Beato Elua, il figlio illegittimo dell'Unico Dio, nato dal sangue di Yeshua ben Yosef e dalle lacrime di Magdalena. Elua decise di vagare sulla terra predicando il suo precetto dell'amore. Seguito in questo peregrinaggio dai suoi Compagni (angeli scesi sulla terra), tra i quali: Naamah, sua sorella maggiore, che offriva il suo corpo ai potenti per sfamarlo e sostenerlo; Kushiel il giudice e futuro dio della sofferenza, e Cassiel, l'unico dei seguaci di Elua spinto da un amore disinteressato.
La protagonista Phèdre, viene destinata sin da bambina al servizio di Naamah, in una delle Tredici Case che dominano Terre d'Ange. Phèdre, però, è nata imperfetta: nel suo occhio sinistro vi è una minuscola macchia scarlatta. Inizialmente considerato un difetto inaccettabile, viene poi riconosciuto come il Dardo di Kushiel, marchio delle anguisette, ovvero coloro che possono mescolare il dolore al piacere per natura e non per costrizione.
Grazie all'educazione ricevuta, Phèdre diventa una delle cortigiane più richieste e un'abilissima spia.
Viene accompagnata nelle sue missioni da Joscelin, confratello Cassiliano, con lo scopo di "servirla e proteggerla", di cui però, infine, si innamora.

## Trama

### Missioni e promesse
Dopo 10 anni dalla fine del secondo volume della trilogia, si ritrova Phèdre nó Delaunay contessa di Montrève, felice nelle sue terre, sempre affiancata dall'amato compagno Joscelin Verreuil, confratello cassiliano. Questi anni sono stati prosperi sia per lei che per la sua amata patria Terre d'Ange, che sotto la guida della regina Ysandre de Le Courcel ha vissuto in pace e in ricchezza. Solo il ricordo del suo amico d'infanzia Hyacinthe, sacrificatosi ad essere erede del Signore dello Stretto per salvarla, disturba la sua serenità. Ma Phèdre ha fatto della sua liberazione la propria missione, continuando in tutto questo tempo a cercare il Nome di Dio negli antichi testi yeshuiti, ovvero la chiave per spezzare la maledizione.
La sua ricerca si intreccia con un'altra promessa: la sua antica nemica e traditrice, Mèlisande Shahrizai, le chiede di ritrovare suo figlio rapito, Imriel de La Courcel, membro perduto della famiglia reale, offrendo in cambio di svelarle il luogo dove il Nome di Dio è custodito.

### Inizio della ricerca
Le ricerche del principe perduto iniziano da un Tempio di Elua in Siovale, dove Imriel vive ed è cresciuto da sacerdoti credendo di essere orfano. Ma appena giunta al tempio, Phèdre viene informata che il bambino, di notevole bellezza come sua madre, è stato rapito da predoni cartaginesi.
Le tracce dei trafficanti di schiavi portano Phèdre e Joscelin fin nel Menekhet, dove scoprono che Imriel è stato venduto ad alcuni temibili sacerdoti drujani, gli Skotophagoti, con lo scopo di donarlo al despota del Drujan, il mahrkagir, “Conquistatore della morte”.

Più sentono parlare del Drujan e del mahrkagir, più capiscono quanto la missione sia pericolosa e Phèdre comincia a dubitare che lei possa salvare il bambino.
Decidono comunque di ripartire per il Khebbel-im-Akkad, territorio confinante il Drujan, dove chiedono aiuto al governatore di Nineveh, Sinaddan, per salvere Imriel dal mahrkagir, ma gli viene rifiutato.

### Fuga da Darŝanga
Spinta una visione del Beato Elua, Phèdre decide di entrare come schiava nell'harem del sovrano, la zenana, e Joscelin la segue unendosi all'esercito. Una volta dentro, capisce quanto si disperata la situazione e non vede via d'uscita: scopre quanto malato e depravato sia il mahrkagir e la sua natura di anguissette la renderà presto la sua preferita. Li trova Imriel.

Dopo mesi nella zenana, in cui Phèdre comincia a conquistare la fiducia di Imriel, il mahrkagir si innamora di lei e, grazie a ciò, i sacerdoti decidono che sia la vittima sacrificale perfetta per Angra Mainyu, in cambio del dono della vita eterna per il mahrkagir e altri poteri inconcepibili.
Decisa la data del sacrificio, lei e le altre donne della zenana concordano che sia l'unica occasione per uccidere il sovrano e scappare dalla schiavitù. È Phèdre a dover uccidere il despota quando sarà sola con lui, mentre le altre attaccheranno le guardie con l'aiuto di Joscelin.

La notte della cerimonia, le serve fanno ubriacare gli uomini per facilitare la missione e quando il mahrkagir porta Phèdre nelle sue stanze, lei gli trafigge il cuore con una spilla per capelli in avorio, datale dalla compagna di prigionia Kaneka.

La battaglia si protrae a lungo e le vittime furono molte. Phèdre, Joscelin, Imriel e gli altri sopravvissuti, riescono a scappare e a raggiungere il Khebbel-im-Akkad.
In Khebbel-im-Akkad Imriel scopre la sua vera identità di principe, terzo erede al trono, e come sua madre sia considerata una traditrice del regno. Dopo l'iniziale sconforto, decide comunque di tornare in Terre d'Ange con Phèdre e Joscelin.

### Il nome di Dio
Durante il viaggio Phèdre e Joscelin riscoprono il loro amore e si crea anche un profondo legame con Imriel, fino ad arrivare ad amarlo come un figlio.

Ma la missione di Phèdre non è ancora conclusa. Mantenuta la promessa con Mèlisande, ora conosce il luogo dove viene custodito il nome di Dio. Dopo varie discussioni, le viene concesso dalle donne della tribù di entrare nel Tempio, ma il disaccordo con gli uomini porterà a loro complicazioni.
Appreso il nome di Dio comincia il viaggio di ritorno verso Terre d'Ange.

### Il patto con Mèlisande
Fanno tappa alla Serenissima per incontrare Mèlisande, la quale incontra Phèdre nel tempio di Asherat-de-Mare. Le due stringono un altro patto: Phèdre crescerà Imriel come fosse suo figlio, in cambio Mèlisande non cercherà in alcun modo di attentare alla vita della regina Ysandre ne a quella delle sue figlie per favorire Imriel al trono.

### Terre d'Ange
Tornati a Terre d'Ange, Phèdre e Joscelin presentano Imriel alla regina e ne chiedono la custodia. Ysandre, inizialmente contraria, si vede costretta ad accettare in nome di una promessa fatta a Phèdre dieci anni prima.
In primavera, Phèdre riparte per raggiungere l'isola del Signore dello Stretto e libera Hyacinthe dalla sua maledizione con il Nome di Dio.
Tornano insieme alla città di Elua e Phèdre organizza una grande festa per Hyacinthe, il quale poi partirà per Alba per seguire Sibeal, sorella del consorte della regina, della quale si è innamorato..

## Personaggi

### Casato di Phèdre
- Phèdre nó Delaunay de Montrève: contessa di Montrève; anguissette
- Joscelin Verreuil: consorte di Phèdre; confratello cassiliano (Siovalle)
- Ti-Philippe: cavaliere
- Anafiel Delaunay de Montrève: mentore di Phèdre (deceduto)
- Alcuin nó Delaunay: pupillo di Delaunay (deceduto)
- Fortun, Remy: cavalieri (deceduti)
- Hugues: aiutante
- Eugènie: governante
- Clory: nipote di Eugènie
- Benoit: garzone di stalla
- Purnell Friote: siniscalco di Montrève
- Richeline Friote: moglie di Purnell

### Membri della famiglia reale di Terre D'Ange
- Ysandre de Le Courcel: regina di Terre d'Ange; sposata con Drustan mab Necthana
- Sidonie de La Courcel: figlia maggiore di Ysandre
- Alais de La Courcel: figlia minore di Ysandre
- Barquiel de L'Envers: zio di Ysandre; duca dell'Envers (Namarre)

### Alba
- Drustan mab Necthana: cruarch di Alba; sposato con Ysandre de Le Courcel
- Necthana: madre di Drustan
- Breidaia, Sibeal, Moiread (deceduta): sorelle di Drustan; figlie di Necthana

### Tre Sorelle
- Hyacinthe: erede del Signore dello Stretto; principe dei viaggiatori
- Tilian, Gildas: assistenti

### La Serenissima
- Bénédicte de Le Courcel: prozio di Ysandre; principe del sangue (deceduto)
- Mèlisande Shahrizai de La Courcel: seconda moglie di Bénédicte
- Imriel de La Courcel: figlio di Bénédicte e di Mèlisande
- Severio Stregazza: figlio di Marie-Céleste de la Courcel e di Marco Stregazza; principe del sangue
- Cesare Stregazza: doge della Serenissima
- Ricciardo Stregazza: figlio minore del doge
- Allegra Stregazza: moglie di Ricciardo
- Benito Dandi: nobile; esponente degli Immortali

### Verreuil
- Millard Verreuil: cavaliere; padre di Joscelin
- Ges: madre di Joscelin
- Luc: fratello maggiore di Joscelin
- Yvonne: moglie di Luc
- Mahieu: fratello minore di Joscelin
- Marie-Louisse: moglie di Mahieu
- Jehane: sorella maggiore di Joscelin

### Amìlcar
- Nicola de L'Envers y Argon: cugina di Ysandre
- Ramiro Zornìn de Argon: console del re; marito di Nicola
- Fernàn: conte di Amìlcar
- Vitor Gaitàn: capitano della guardia portuale
- Mago, Harnapos: mercanti di schiavi cartaginesi

### Menekhet
- Tolomeo Dikaios: faraone del Menekhet
- Clytemme: moglie del faraone
- Fadil Chouma: mercante di schiavi
- Nesmut: ragazzino del porto
- Raife Laniol de Penfars: conte; ambasciatore in Menekhet
- Juliet de Penfars: moglie di Raife
- Rekhmire: funzionario del tesoro
- Denise Fleurais: esponente della delegazione di lord Amaury Trente
- Radi Arumi: guida jebeana
- Hermodorus: generale

### Khebbel-im-akkad
- Sinaddan-Shamabarsin: lugal di Khebbel-im-akkad
- Valère de L'Envers: moglie del lugal; figlia di Barquiel de L'Envers
- Tizrav: guida persiana
- Renée de Rives: esponente della delegazione di lord Amaury Trente
- Nicholas Vigny: esponente della delegazione di lord Amaury Trente
- Nurad Sin: capitano akkadiano

### Drujan
- Il mahrkagir: «Conquistatore della morte»; despota del Drujan
- Gashtaham: primo skotophagotis
- Tahmuras: guerriero
- Nariman: capo eunuco della zenana
- Rushad: eunuco persiano
- Uru-Azag: eunuco akkadiano
- Erich: prigioniero skaldo
- Drucilla: prigioniera tiberiana
- Kaneka: prigioniera jebeana
- Jolanta: prigioniera chowati
- Nazneen: prigioniera ephesina
- Jagun: capo dei Kereyit tatari
- Arshaka: sommo mago

### Jebe-Barkal
- Zanadakhete: regina di Meroë
- Ras Lijasu: principe di Meroë
- Nathifa: sorella di Lijasu
- Shoanete: nonna di Kaneka: narratrice di storie
- Wali: guida fluviale
- Mek Timmur: capo carovana
- Tifari Amu: guida
- Nkuku: portatore
- Yedo: portatore

### Saba
- Hanoch ben Hadad: capitano della milizia
- Yevuneh: vedova; sorella di Hanoch
- Ardath: figlia di Yevuneh
- Bilgah: anziano del Sinedrio
- Abiram: anziano del Sinedrio
- Ranit: donna di Saba
- Semira: donna di Saba
- Morit: donna di Saba; astronoma
- Eshkol ben Avidan: soldato

### Altri
- Quintilius Rousse: ammiraglio reale
- Lord Amaury Trente: capitano della guardia della regina; capo delegazione angeline in Khebbel-im-Akkad
- Cécilie Caveau-Perrin: già adepta di Casa Cereo e precettrice di Phèdre e Alcuin
- Roxanne de Mereliot: signora di Marsilikos (Eisande)
- Thélésis de Mornay: poetessa della regina
- Evrilac Duré: capitano della guardia presso Pointe des Soeurs
- Guillard, Armand: uomini d'arme di stanza a Pointe des Soeurs
- Béréngere di Namarre: sacerdotessa del Grande Tempio di Naamah
- Eleazar ben Enokh: mistico yeshuita
- Adara: moglie di Eleazar
- Michel Nevers: sacerdote di Kushiel
- Audine Davul: angeline studiosa del Jebe-Barkal
- Emile: capo degli tsingani nella Città di Elua
- Fratello Selbert: primo sacerdote del santuario di Elua in Siovalle
- liliale: accolita del santuario di Elua in Siovalle
- Honore, Beryl, Cadmar, Ti-Michel: bambini del santuario di Elua in Siovalle
- Jacques Ecot: fittavolo (Siovalle)
- Agnes: moglie di Jacques (Siovalle)
- Kristof, figlio di Oszkar: capo di una kumpania tsingana

## Accoglienza della critica
La maschera e le tenebre ha riscosso grande successo di pubblico e di critica americani, rimanendo per più di un mese nella classifica dei bestseller del New York Times. Il Publishers Weekly lo ha definito “una splendida conclusione per la Trilogia di Kushiel” e “un romanzo che rimarrà a lungo nella mente degli appassionati di fantasy”. J. G. Stinson, nella sua recensione del libro, afferma che “lo stile del linguaggio è elegante e lussureggiante, dettagliato e scorrevole, il tipo di scrittura che ti aspetti da un maestro”. Il tema proposto nella trilogia (la cortigiana che offre il suo corpo per giungere a degli scopi) è un tema molto fraintendibile, ma l'autrice è in grado di far comprendere perfettamente la cultura angeline e le motivazioni che spingono la protagonista a certe scelte: Phèdre non usa mai il suo corpo per fini personali, ma solo per cause più alte. Inoltre la Carey “inserisce la giusta dose di umorismo al momento giusto per far sì che i suoi personaggi non diventino troppo pieni di sé, evitando la trappola del melodramma”.

Una possibile critica del romanzo è il ripetersi della stessa struttura narrativa dei precedenti capitoli della trilogia: Phèdre è costretta a lasciare Terre d'Ange per una qualche missione in terre sconosciute e a compiere gesti estremi per risolvere la situazione.

## Edizioni
- Jacqueline Carey, La maschera e le tenebre, traduzione di Elisa Villa, Teadue, TEA, 2009,  p. 830, ISBN 978-88-502-1841-7.